# Dietrich Eckart
Johann Dietrich Eckart (Neumarkt in der Oberpfalz, Alt Palatinat, 23 de març de 1868 - Berchtesgaden 1923) fou un escriptor, polític i ideòleg alemany, un dels fundadors del Partit Nacional Socialista dels Treballadors Alemanys (NSDAP).

## Biografia
Fill d'un notari evangelista, va cursar estudis de medicina que no va arribar a acabar. Treballa com a periodista i el 1885, després de la mort del seu pare, pot traslladar-se gràcies a l'herència rebuda a Leipzig primer i després a Ratisbona. El 1899, mancat ja de diners, es trasllada a Berlín, on inicia una carrera com escriptor i dramaturg poc exitosa. Escriví obres de teatre de diferent classe i poemes. El seu treball més destacat i que li va proporcionar cert alleujament econòmic va ser una adaptació de l'obra Peer Gynt, que es va convertir en la versió clàssica i li va assegurar drets d'autor de manera contínua. Traslladat a Múnic en 1913, entra en relació amb la Societat Thule, societat mística ultra nacionalista, i treballa com periodista per a publicacions antisemites i d'extrema dreta. Aquest mateix any, contreu matrimoni amb la vídua Rosa Marx, de la qual es divorciarà en 1920. El desembre de 1918 funda el periòdic Auf gut deutsch (En bon alemany), centrada a atacar el sistema republicà d'Alemanya i plantejar postures nacionalistes, pangermanistes i antisemites. Després d'haver-se refugiat durant cert període de 1923 a la regió de Berchtesgaden fugint dels tribunals de Leipzig, que el perseguien per haver escrit un article injuriós contra el president Ebert, el seu cor va fallar definitivament el 26 de desembre de 1923 en aquesta ciutat, en el cementiri de la qual va ser enterrat. La seva addicció a la morfina va contribuir que la seva vida acabés prematurament.

## Trajectòria nazi
El 14 d'agost de 1919 va ser la seva primera intervenció com a orador per al DAP (Partit dels Treballadors Alemanys) que es convertiria més endavant en el NSDAP. Eckart aviat es convertiria en el mentor en el món de la política i protector d'aquest jove talent oratori que casualment es descobriria per al partit setmanes després: Adolf Hitler. Durant els primers anys del moviment, Eckart serà un dels seus filòsofs i oradors del partit junt a Gottfried Feder, entre d'altres. En 1920 recomana Hitler comprar el periòdic setmanal Münchner Beobachter, per al que aconsegueix l'ajuda de fons de particulars i diners provinent de la Reichswher via Ritter von Epp, avalant aquest préstec amb la seva casa i pertinences. Eckart es va convertir en el primer redactor cap del Völkischer Beobachter (nou nom de l'ara periòdic oficial del NSDAP) càrrec que exerciria fins a març de 1923. Com home de bones relacions en els cercles burgesos de Baviera i Berlín, introduí a poc a poc Hitler en aquests ambients, on empresaris i burgesos acabalats es van prestar a ajudar econòmicament al partit durant els primers anys. També se li atribueix haver estat ell qui ajudés a polir les formes i maneres de comportament en societat de Hitler.
Abans de la seva mort en 1923 havia pronunciat: 
Seguiu a Hitler. Ell ballarà, però jo he compost la música. Li hem donat els mitjans de comunicar-se amb Ells… No em ploreu: jo hauré influït en la Història més que cap alemany…:
Hitler va correspondre a Eckart amb la frase final de la seva obra Mein Kampf, dient: :Vull citar també a l'home que, com un dels millors, va consagrar la seva vida en la poesia, en la idea i finalment en l'acció, al ressorgiment del poble seu i nostre: Dietrich Eckart

## Obra
Posteriorment a la seva mort, en 1924, es va publicar un assaig inacabat en forma de diàleg que havia estat preparant a Berchtesgaden: El bolxevisme de Moisès a Lenin. Un diàleg entre Hitler i jo. Eckart fou l'autor de la Sturm Lied (cançó d'assalt) de la SA i el primer a utilitzar el terme Tercer Reich.